# マティアス・モレノ
マティアス・モレノ・ゴンザレス（Matías Moreno González、1840年3月7日 – 1906年7月8日)は、スペインの画家である。アカデミック美術の画家で、トレドで活動し、トレドの聖堂の絵画の絵画修復、複製制作にも参加した。

## 略歴
マドリード州のフエンテ・エル・サス・デ・ハラマ(Fuente el Saz de Jarama)の医者の息子に生まれた。1854年から2年間、カタルーニャの王立美術学校(Real Academia Catalana de Bellas Artes de San Jorge)で学んだ後、マドリードの王立サン・フェルナンド美術アカデミーで学んだ。プラド美術館でルーベンスやアンソニー・ヴァン・ダイク、ティツィアーノ、パオロ・ヴェロネーゼといった巨匠の作品、特にディエゴ・ベラスケスの作品を模写して修行した。
1864年のスペイン全国展覧会(Exposiciones Nacionales de Bellas Artes)に女性の肖像画を出展し、3等のメダルを受賞した。1866年にトレドの学校で美術教師となり、その年のスペイン全国展覧会でも3等のメダルを受賞した。
トレドで良く知られた画家となり、友人の詩人のグスタボ・アドルフォ・ベッケルや画家のリカルド・デ・マドラーソとともに古都トレドを旅することもあった。1868年に結婚した。1870年に王立サン・フェルナンド美術アカデミーの準会員に選ばれ、トレドの美術に関する公職にも就任した。この年からパリのサロンにも出展した。
1873年からトレドの教会のエル・グレコらのいくつかの作品の修復や複製の制作のプロジェクトに参加した。複製された作品はプラド美術館蔵に収蔵された。
1902年に工芸学校（Escuela Superior de Artes Industriales）の校長に任じられ、彫刻や陶芸を始めた。1904年に彫刻作品をスペイン全国展覧会に出展し、入賞した。1905年にトレド市議会の議員に選ばれるが、工芸学校の公金着服の告訴を受け、無罪の判決を受けた後トレドで亡くなった。

## 主な作品

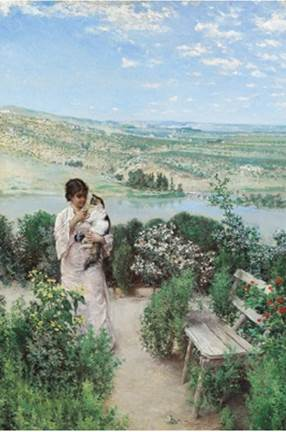
トレドの風景と庭園
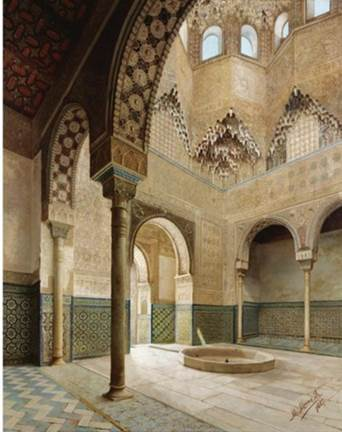
イスラム建築の室内
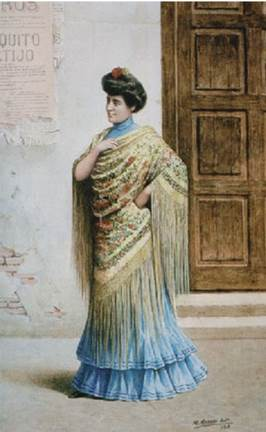
ショールを着た婦人
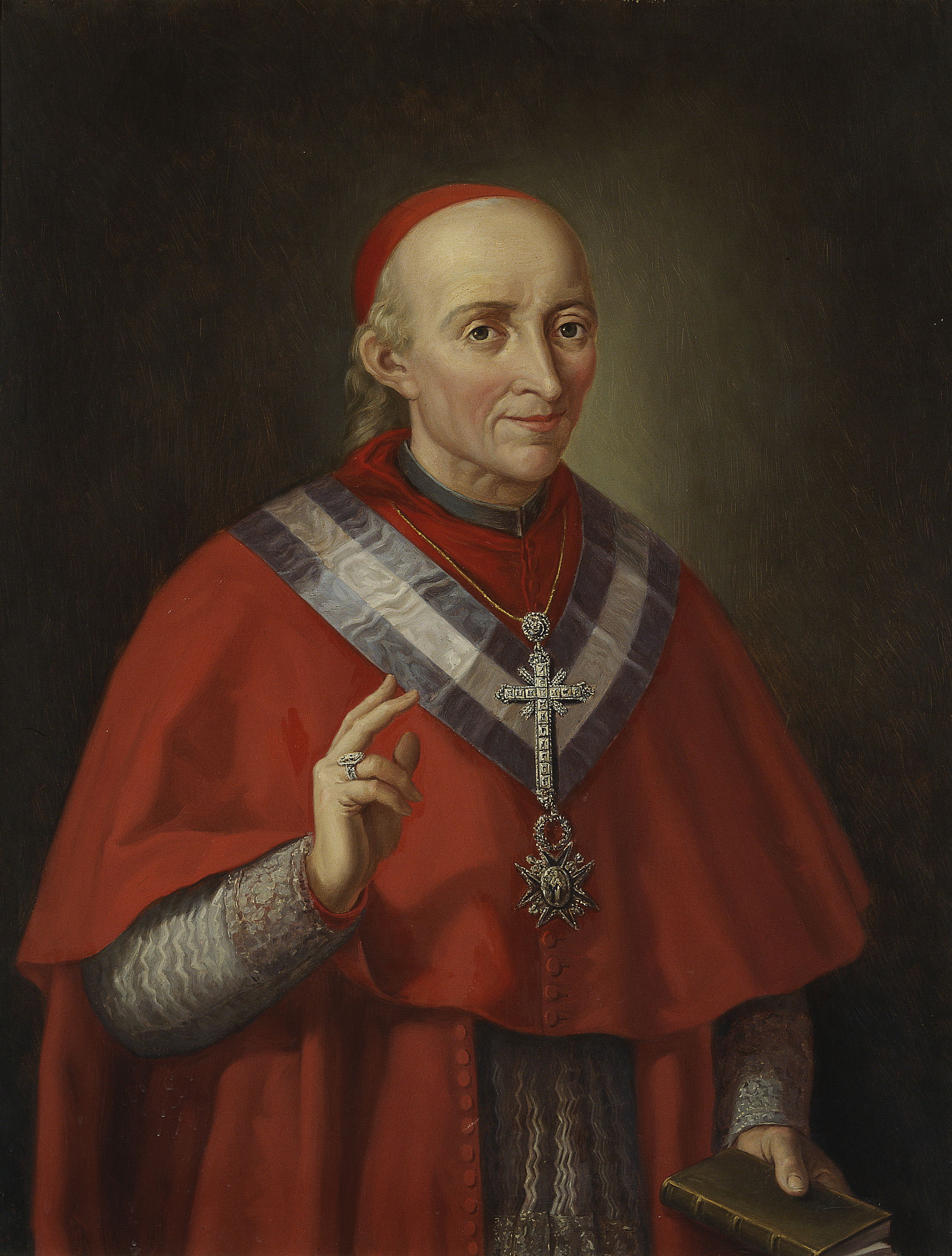
トレドの聖堂蔵の肖像画の模写作品(c.1878)、プラド美術館蔵